# العلاقات الكاميرونية الطاجيكستانية
العلاقات الكاميرونية الطاجيكستانية هي العلاقات الثنائية التي تجمع بين الكاميرون وطاجيكستان.

## مقارنة بين البلدين
هذه مقارنة عامة ومرجعية للدولتين:
| وجه المقارنة                                              | الكاميرون                      | طاجيكستان                          |
| --------------------------------------------------------- | ------------------------------ | ---------------------------------- |
| المساحة (كم2)                                             | 475.44 ألف                     | 143.10 ألف                         |
| عدد السكان (نسمة)                                         | 24.05 مليون                    | 8.92 مليون                         |
| الكثافة السكانية (ن./كم²)                                 | 50.58                          | 62.33                              |
| العاصمة                                                   | ياوندي                         | دوشنبه                             |
| اللغة الرسمية                                             | لغة فرنسية، لغة إنجليزية       | اللغة الطاجيكية                    |
| العملة                                                    | فرنك وسط أفريقي                | ساماني طاجيكي، الروبل الطاجيكستاني |
| الناتج المحلي الإجمالي (بليون دولار)                      | 34.80 مليار                    | 7.15 مليار                         |
| الناتج المحلي الإجمالي (تعادل القوة الشرائية) بليون دولار | 72.72 مليار                    | 24.03 مليار                        |
| الناتج المحلي الإجمالي الاسمي للفرد دولار أمريكي          | 1.22 ألف                       | 925                                |
| الناتج المحلي الإجمالي للفرد دولار أمريكي                 | 2.97 ألف                       | 2.69 ألف                           |
| مؤشر التنمية البشرية                                      | 0.512                          | 0.624                              |
| رمز المكالمات الدولي                                      | +237                           | +992                               |
| رمز الإنترنت                                              | .cm                            | .tj                                |
| المنطقة الزمنية                                           | توقيت غرب أفريقيا، ت ع م+01:00 | ت ع م+05:00                        |

## منظمات دولية مشتركة
يشترك البلدان في عضوية مجموعة من المنظمات الدولية، منها:
| علم المنظمة | اسم المنظمة                        | تاريخ انضمام الكاميرون | تاريخ انضمام طاجيكستان |
| ----------- | ---------------------------------- | ---------------------- | ---------------------- |
|             | مؤسسة التنمية الدولية              | 10 أبريل 1964          | 4 يونيو 1993           |
|             | مؤسسة التمويل الدولية              | 1 أكتوبر 1974          | 2 ديسمبر 1994          |
|             | منظمة حظر الأسلحة الكيميائية       | ?                      | ?                      |
|             | الأمم المتحدة                      | 20 سبتمبر 1960         | 2 مارس 1992            |
|             | الاتحاد الدولي للاتصالات           | 22 ديسمبر 1960         | 28 أبريل 1994          |
|             | منظمة التعاون الإسلامي             | ?                      | ?                      |
|             | منظمة الشرطة الجنائية الدولية      | ?                      | ?                      |
|             | الاتحاد البريدي العالمي            | ?                      | ?                      |
|             | البنك الدولي للإنشاء والتعمير      | 10 يوليو 1963          | 4 يونيو 1993           |
|             | وكالة ضمان الاستثمار متعدد الأطراف | 7 أكتوبر 1988          | 9 ديسمبر 2002          |
|             | يونسكو                             | 11 نوفمبر 1960         | 6 أبريل 1993           |
|             | الفريق المعني برصد الأرض           | ?                      | ?                      |

## وصلات خارجية
- موقع وزارة الخارجية الكاميرونية